# زبان کامکاتاویری
کامکاتاویری بزرگترین زبان نورستانی و دربرگیرندهٔ لهجه‌های کاتا-وری، کامویری و مومویری است. گویشوران این زبان مردمان کاتا، کام، موم و کستو و همچنین بخشی از نورستانی در افغانستان و پاکستان می‌باشند.
نرخ باسوادی در گویشوران این زبان اندک است. تنها ۱٪ مردم این زبان را زبان نخست خود می‌دانند. لهجه کاتاویری این زبان در افغانستان از طریق رادیو به گوش می‌رسد.